# 筒美京平シングルズ&フェイバリッツ
『筒美京平シングルズ&フェイバリッツ』（つつみきょうへいシングルズ・アンド・フェイバリッツ）は、岩崎宏美33作目のベスト・アルバム。発売元はビクターエンタテインメント。

## 解説
- 本作は筒美京平提供楽曲のみを収録しており、Disc1にはシングルA面全楽曲、Disc2にはアルバム曲やB面曲から岩崎自身が選んだ楽曲が収録されている[2]。
- 生産限定盤には『'83岩崎宏美リサイタル』より「筒美京平メドレー」のライヴ映像、撮り下ろしインタビュー映像を収録したDVDが付属[2]。

## 収録曲
全曲作曲：筒美京平

### Disc 1
1. 二重唱（デュエット）
  - 作詞：阿久悠／編曲：萩田光雄
2. ロマンス
  - 作詞：阿久悠／編曲：筒美京平
3. センチメンタル
  - 作詞：阿久悠／編曲：筒美京平
4. ファンタジー
  - 作詞：阿久悠／編曲：筒美京平
5. 未来
  - 作詞：阿久悠／編曲：筒美京平
6. 霧のめぐり逢い
  - 作詞：阿久悠／編曲：筒美京平
7. ドリーム
  - 作詞：阿久悠／編曲：筒美京平
8. 想い出の樹の下で
  - 作詞：阿久悠／編曲：筒美京平
9. シンデレラ・ハネムーン
  - 作詞：阿久悠／編曲：筒美京平
10. さよならの挽歌
  - 作詞：阿木燿子／編曲：筒美京平
11. 春おぼろ
  - 作詞：山上路夫／編曲：筒美京平
12. スローな愛がいいわ
  - 作詞：三浦徳子／編曲：萩田光雄
13. 女優
  - 作詞：なかにし礼／編曲：筒美京平
14. 素敵な気持ち
  - 作詞：康珍化／編曲：萩田光雄
15. 真珠のピリオド
  - 作詞：松本隆／編曲：萩田光雄
16. 未完の肖像
  - 作詞：阿久悠／編曲：萩田光雄
17. 夜のてのひら
  - 作詞：来生えつこ／編曲：武部聡志
18. 許さない
  - 作詞：ドリアン助川／編曲：山本健司

### Disc2
1. 月見草
  - 作詞：阿久悠／編曲：萩田光雄
2. 私たち
  - 作詞：阿久悠／編曲：筒美京平
3. 涙のペア・ルック
  - 作詞：阿久悠／編曲：筒美京平
4. パピヨン
  - 作詞：阿久悠／編曲：筒美京平
5. キャンパス・ガール
  - 作詞：阿久悠／編曲：筒美京平
6. 愛よ、おやすみ
  - 作詞：ちあき哲也／編曲：筒美京平
7. 愛の飛行船
  - 作詞：阿久悠／編曲：筒美京平
8. わたしの1095日
  - 作詞：阿久悠／編曲：筒美京平
9. 南南西の風の中で
  - 作詞：阿久悠／編曲：筒美京平
10. 媚薬
  - 作詞：阿木燿子／編曲：筒美京平
11. ピラミッド
  - 作詞：橋本淳／編曲：筒美京平
12. カンバセーション
  - 作詞：橋本淳／編曲：筒美京平
13. L
  - 作詞：阿久悠／編曲：筒美京平
14. 恋人たち
  - 作詞：阿木燿子／編曲：筒美京平
15. 五線紙のカウボーイ
  - 作詞：橋本淳／編曲：筒美京平
16. Sympathy
  - 作詞：なかにし礼／編曲：後藤次利
17. Street Dancer
  - 作詞：橋本淳／編曲：筒美京平
18. 生きがい
  - 作詞：有馬三恵子／編曲：萩田光雄
19. Wishes
  - 作詞：橋本淳／編曲：筒美京平

### DVD（生産限定盤）
1. 筒美京平メドレー
  - （センチメンタル〜未来〜ファンタジー〜私たち）
  - 『'83岩崎宏美リサイタル』（郵便貯金ホール 1983年10月16日）より。
2. 岩崎宏美インタビュー（筒美京平先生の思い出）